# Conflito curdo-iraniano
O separatismo curdo no Irã ou conflito curdo-iraniano   é uma disputa contínua de longa duração entre a oposição separatista curda no oeste do Irã e os governos do Irã, persistindo desde a emergência do Xá Reza Pahlavi em 1918. 
As primeiras atividades separatistas dos curdos nos tempos modernos referem-se as revoltas tribais na atual província do Azerbaijão Ocidental do Estado Imperial do Irã, impelidas entre as duas guerras mundiais - a maior destas seriam lideradas por Simko Shikak, Jafar Sultan e Hama Rashid. Muitas, no entanto, dariam o ponto inicial ao separatismo político-nacionalista organizado pelos curdos a 1943,  quando o Komalah e pouco tempo depois o Partido Democrático do Curdistão Iraniano (KDPI) começariam suas atividades políticas no Irã, com o objetivo de ganhar o autogoverno parcial ou completo nas regiões curdas. A transformação da luta política tribal para curda no Irã ocorreu na sequência da Segunda Guerra Mundial, com a ousada tentativa separatista do Partido Democrático do Curdistão Iraniano de estabelecer a República de Mahabad durante a crise iraniana de 1946.  A tentativa, apoiada pelos soviéticos, de estabelecer um Estado curdo na região ocidental do Irã fracassou.  Mais de uma década depois, insurreições tribais periféricas , empreendidas com o apoio do KDPI durante os anos 1966-1967, nas regiões curdas sofreram um duro golpe. No episódio mais violento do conflito, mais de 30.000 curdos morreram na rebelião de 1979 e consequentemente na insurgência do KDPI.  Embora a luta armada do KDPI encerrasse no final de 1996, uma outra organização armada curda surgiria no Irã no início dos anos 2000. A insurreição liderada pelo Partido por uma Vida Livre no Curdistão (PJAK) no oeste do Irã foi iniciada em 2004 e está em curso até hoje. 
O governo do Irã nunca utilizou o mesmo nível de brutalidade contra os seus curdos como fez a Turquia ou o Iraque, mas sempre foi implacável contra qualquer sugestão de separatismo curdo.  Ao contrário de outros países do Oriente Médio com populações curdas, há fortes laços etnolinguísticos e culturais entre os curdos e os persas enquanto povos iranianos.  De acordo com Kreyenbroek, muitos curdos no Irã têm demonstrado falta de interesse no nacionalismo curdo , especialmente os curdos xiitas, que até mesmo rejeitam energicamente a ideia de autonomia, preferindo o governo direto de Teerã.  A identidade nacional iraniana é questionada principalmente nas regiões periféricas dos curdos sunitas. 

## História

### Tribalismo e nacionalismo inicial

#### Primeira Revolta de Simko (1918–1922)
A Revolta de Simko Shikak refere-se a uma revolta tribal curda apoiada pela Turquia  contra a dinastia Qajar do Irã entre 1918 e 1922, liderada pelo chefe curdo Simko Shikak da tribo turcófona Shekak.  Esta rebelião tribal é por vezes considerada como a primeira grande tentativa para o estabelecimento do Curdistão independente no Irã , porém os acadêmicos vêem a revolta como uma tentativa por um poderoso chefe tribal para estabelecer sua autoridade pessoal vis-à-vis ao governo central em toda a região. Embora os elementos do nacionalismo curdo estivessem presentes neste movimento, os historiadores concordam que estes dificilmente eram articulados o suficiente para justificar a alegação de que o reconhecimento da identidade curda fosse uma questão importante no movimento de Simko e teve que depender fortemente de motivações tribais convencionais. Carecia-lhes de qualquer tipo de organização administrativa e Simko tinha interesse principal em pilhagem. As forças governamentais e não-curdas não foram as únicas a sofrer nos ataques, a população curda também foi pilhada e agredida.  Os homens de Simko não pareciam ter sentido qualquer senso de unidade ou de solidariedade com os companheiros curdos.  O historiador Ervand Abrahamian chama Simko de "notório" por supostamente massacrar milhares de assírios e, supostamente, "assediar" democratas,  e Mehrdad Izady o considera responsável por assassinar curdos alevitas.  Ainda assim, etnicistas curdos reverenciam atualmente Simko como um herói da independência. 

#### Rebelião de Simko no Irã em 1926
Em 1926, Simko havia recuperado o controle de sua tribo e iniciou outra rebelião aberta contra o Estado.  Quando o exército o cercou, metade de suas tropas desertaram para o líder anterior da tribo e Simqu fugiu para o Iraque. 

#### Revolta de Jafar Sultan
Jafar Sultan da região de Hewraman assumiu o controle da região entre Marivan e o norte de Halabja e manteve-se independente até 1925. Apesar das tentativas de subjugá-lo sob o governo central, o líder tribal se revoltaria em 1929, mas seria efetivamente esmagado.

#### Revolta de Hama Rashid
A Revolta de Hama Rashid refere-se a uma revolta tribal no Irã dos Pahlavi, durante a Segunda Guerra Mundial, após a invasão anglo-soviética do Irã.  A revolta tribal eclodiu no ambiente de anarquia geral por todo o Irã e sua principal facção era liderada por Muhammed Rashid, durando do final de 1941 até abril de 1942 e, em seguida, reiniciando em 1944, resultando na derrota de Rashid. É considerado um dos fatores que conduziriam ao estabelecimento do movimento político de independência curda em 1945-1946.

### Separatismo político

#### Crise de Mahabad

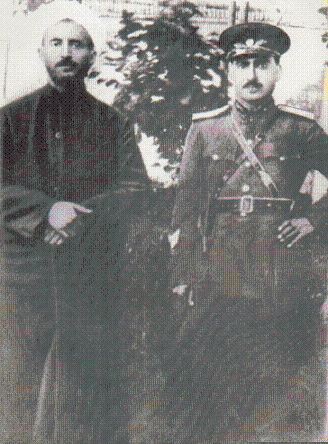
Qazi Muhammad e Mustafa Barzani durante os eventos de 1946

O perigo de fragmentação no Irã moderno tornou-se evidente logo após a Segunda Guerra Mundial quando a União Soviética se recusou a abandonar o território iraniano ocupado no noroeste.  A crise iraniana de 1946 incluiu uma tentativa separatista do Partido Democrático do Curdistão - Irã (KDP-I) e grupos comunistas  para estabelecer um governo fantoche soviético  e declarar a República de Mahabad, no Curdistão iraniano (parte sul da atual província do Azerbaijão Ocidental). Surgiu juntamente com o Governo Popular do Azerbaijão, outro Estado fantoche soviético.  O próprio Estado abrangeu um território muito pequeno, incluindo Mahabad e cidades adjacentes, incapaz de incorporar o sul do Curdistão iraniano, que caiu dentro da zona anglo-americana, e incapaz de atrair as tribos fora da própria Mahabad à causa nacionalista.  Como resultado, quando os soviéticos se retiraram do Irã em dezembro de 1946, as forças do governo conseguiram entrar em Mahabad sem oposição.  Até 1.000 morreram durante a crise. 
A crise do Irã de 1946 incluiu uma tentativa do KDPI de estabelecer uma república independente dominada pelos curdos em Mahabad, no Curdistão iraniano.  Apesar de mais tarde diversas insurgências marxistas continuarem por décadas, lideradas pelo KDP-I e Komala, essas duas organizações nunca teriam defendido um Estado curdo independente ou um Grande Curdistão como fez o Partido dos Trabalhadores do Curdistão (PKK) na Turquia. 

#### Revolta curda de 1967
Em meados dos anos 1960 uma série de distúrbios tribais curdos eclodiram no oeste do Irã, alimentados pelo renascimento do Partido Democrático do Curdistão Iraniano (KDP-I).  Em 1967-1968, tropas do governo iraniano reprimiram uma revolta curda no Irã ocidental, consolidando as revoltas curdas anteriores na região de Mahabad-Urumiya.

#### Rebelião de 1979
A rebelião curda no Irã de 1979 foi uma insurreição liderada pelo KDPI e Komala no Curdistão iraniano, que se tornou a mais grave rebelião contra o novo regime iraniano, na sequência da Revolução Islâmica. A rebelião terminou em dezembro de 1982, com 10.000 mortos e 200.000 desabrigados. 

#### Insurgência do KDPI
A insurreição pelo KDPI ocorreu no Curdistão iraniano durante o início e meados da década de 1990, iniciada pelo assassinato de seu líder exilado em julho de 1989. A insurreição do KDPI terminaria em 1996, após uma campanha iraniana bem sucedida de assassinatos seletivos de líderes do KDPI e a repressão contra as suas bases de apoio no Irã ocidental. Em 1996, o KDPI anunciou um cessar-fogo unilateral, e, desde então, atua discretamente. [carece de fontes?]

### Insurreição do PJAK
O conflito Irã-PJAK é uma rebelião em curso do Partido da Vida Livre do Curdistão (PJAK) em que centenas de militantes curdos e forças iranianas, bem como civis morreram, oficialmente com duração desde abril de 2004. O PJAK está baseado na região de fronteira com o Curdistão iraquiano e é afiliado com o marxista PKK da Turquia,  ainda que o próprio PJAK tende a negligenciar essa suposta relação. Embora às vezes descrito como uma organização exigindo mais direitos humanos para os curdos no Irã, é considerada como separatista pela mídia iraniana e vários analistas ocidentais.  O objetivo do PJAK é o estabelecimento de uma autonomia curda e, de acordo com Habeeb, não representam qualquer ameaça grave para o regime da República Islâmica. 
Em uma das primeiras ações da administração Obama, o PJAK foi declarado uma "organização terrorista".  O PJAK e o governo iraniano concordaram num cessar-fogo, na sequência de uma ofensiva iraniana em 2011 às bases do PJAK. Após o acordo de cessar-fogo, uma série de confrontos entre o PJAK e o Exército dos Guardiães da Revolução Islâmica ocorreriam em 2012,  e em meados de 2013, os combates recomeçaram.